# Giacomo Acerbo
Giacomo Acerbo (* 25. Juli 1888 in Loreto Aprutino, Provinz Pescara; † 9. Januar 1969 in Rom) war ein italienischer Agrarwissenschaftler und ein faschistischer Politiker. Er konzipierte das „Acerbo-Gesetz“, eine Wahlrechtsänderung, die der stimmenstärksten Partei zwei Drittel der Parlamentssitze zumaß.

## Lebenslauf
Acerbo war der Sohn einer alteingesessenen und angesehenen Familie, er promovierte 1912 als Agrarwissenschaftler in Pisa. Als Interventionist meldete er sich gemeinsam mit seinem Bruder Tito freiwillig zum Militärdienst. Den Ersten Weltkrieg beendete er als Hauptmann, der dreimal mit der Medaglie d’argento ausgezeichnet wurde, sein ebenfalls hochdekorierter Bruder Tito fiel im Juni 1918. Anschließend widmete er sich seiner Universitätskarriere als Dozent an der Wirtschaftsfakultät. Nebenbei war er zeitweilig Vorsitzender des Frontkämpferverbandes Teramo und Chieti, der sich nach den Wahlen von 1919 vom nationalen Verband trennte und einen eigenen „Fascio di combattimento“ bildete.
Bei den Wahlen 1921 mit dem „nationalen Block“ gewählt, bot er sich als Führer der lokalen Konservativen an und griff bei Exzessen der Squadristi ein. Auf nationaler Ebene trug er zum Friedenspakt mit den Sozialisten bei und wurde im November in den Großen Faschistischen Rat des PNF (Partito Nazionale Fascista) gewählt. Während des „Marsches auf Rom“ hielt er Kontakte mit dem Quirinal. Danach unterstützte er Mussolini als Unterstaatssekretär bei der Bildung der ersten faschistischen Regierung. Hier entwickelte er eine rege politische Publikationstätigkeit. Daneben veröffentlichte er seit 1927 Bücher zu agrarwissenschaftlichen und -geschichtlichen Fragen.
Acerbo war auch Mitglied der Freimaurerei, die sehr bald zum Ziel Mussolinis wurde. Nachdem der Großmeister Torrigiani unter Druck Mussolinis erklärt hatte, dass Faschismus und Freimaurerei unvereinbar seien, erfolgte die teilweise gewaltsame Auflösung der Logen.
Acerbo stand mit seinem Namen hinter der Wahlreform, die der stimmenstärksten Partei, sofern sie mindestens 25 % der Stimmen erhielt, zwei Drittel der Parlamentssitze zuordnete. Dieses „Acerbo-Gesetz“ wurde im November 1923 verabschiedet und im Begutachtungsverfahren von Vittorio Orlando und Antonio Salandra approbiert. Es kam ausschließlich bei den Wahlen vom 6. April 1924 zur Anwendung, bei denen Acerbo als Abgeordneter erneut ins Parlament einzog und mit dem Titel „Barone dell’Aterno“ ausgezeichnet wurde. Marginal in den Mordfall Matteotti verwickelt, trat er im selben Jahr von seinem Amt zurück.
Im Jahre 1924 gründete er die Coppa Acerbo in Gedenken an seinen Bruder Tito Acerbo und erhielt die militärische Goldmedaille (ital. Medaglia d’oro al valor militare). Im Januar 1926 wurde er zum Vizepräsidenten der Abgeordnetenkammer (ital. Camera dei deputati) gewählt, das Amt bekleidete er bis in das Jahr 1929, als er Minister für Land- und Forstwirtschaft (ital. Ministro dell’Agricoltura e delle Foreste) wurde und sich den Projekten der „bonifica integrale“, also der Entwässerung sumpfiger Böden zuwandte. 1935–1943 war er Präsident des Internationalen Landwirtschaftsinstituts.
Im Jahr 1938 war er Referent über die Gestaltung des Gesetzes für die Umwandlung der Abgeordnetenkammer in die „Kammer der Bünde und Körperschaften“ (ital. Camera dei Fasci e delle Corporazioni). Während des Zweiten Weltkrieges war er im Generalstabsdienst als Oberst zumeist am Balkan eingesetzt. Im Februar 1943 wurde er zum Finanzminister nominiert. Am 25. Juli 1943 stimmte er im Faschistischen Großrat gegen eine Wiederwahl Mussolinis und ging in den Untergrund. Er wurde im Prozess von Verona, den Mussolini als Präsident der Repubblica Sociale Italiana initiiert hatte, in Abwesenheit zum Tode verurteilt. Vom italienischen Widerstand aufgegriffen, wurde er von einem Schwurgericht zum Tode verurteilt, eine Strafe, die bald danach in Haft umgewandelt wurde. In einem Berufungsverfahren konnte er einen Freispruch erreichen und im Jahre 1951 seine Lehrberechtigung zurückerhalten. Im Jahre 1962 wurde er vom Präsidenten der Republik Antonio Segni für seine Verdienste im Lehrbereich ausgezeichnet. In den Jahren 1953 und 1958 kandidierte er bei den Parlamentswahlen auf der Liste der Monarchisten, blieb jedoch erfolglos. Acerbo machte sich auch als Sammler antiker Keramiken einen Namen, die in der Galerie antiker Keramiken der Abruzzen in Castelli zu besichtigen sind.

## Werke (Auswahl)
- Studii riassuntivi di agricoltura antica, Sindacato nazionale fascista tecnici agricoli, Roma, 1927.
- Problemi ed interessi dell'agricoltura italiana, Tip. della Camera dei Deputati, Roma, 1927.
- Le basi economiche della colonizzazione romana nell'Africa settentrionale, Roma, 1928